# Подгорное (Джалал-Абадская область)
Подгорное (кирг. Подгорное) — село в Сузакском районе Джалал-Абадской области Кыргызстана. Входит в состав Кегартского айылного аймака.

## География
Село расположено в юго-восточной части области, к югу от реки Кёгарт, на расстоянии приблизительно 35 километров (по прямой) к северо-востоку от села Сузак, административного центра района. Абсолютная высота — 1255 метров над уровнем моря.

## Население
Согласно оценочным данным Национального статистического комитета Кыргызской Республики, численность населения села на начало 2023 года составляла 695 человек.
| год     | 2009 | 2014 | 2015 | 2020 | 2021 | 2023 |
| ------- | ---- | ---- | ---- | ---- | ---- | ---- |
| человек | 511  | 696  | 702  | 698  | 650  | 695  |